# Don't Accept Mass Notion
Don't Accept Mass Notion / D.A.M.N. was een rapduo afkomstig uit Eindhoven dat als eerste in Nederland een volwaardig hiphopalbum uitbracht. De naam van de groep was tevens de titel van het eerste album dat eind 1989 verscheen. De Nederlands pers bestempelde het eerste album direct als het eerste volwaardige Nederlandse hiphopalbum, mede vanwege de maatschappelijk bewuste en intelligente teksten.
Het duo bestond uit rapper L.Rock (Ricardo Leverock, rap) en DJ Bass (Joost van der Linden, draaitafels).
Van 1989 tot en met 1993 had het duo diverse succesvolle optredens en bracht het verschillende albums uit.
Op 25 februari 2007 in het programma "Yo VPRO raps!", een thema-avond over 25 jaar hiphop in Nederland, wordt het duo geprezen als de pioniers van de Nederlandse hiphop.

## Albums
- Don't Accept Mass Notion, LP, 1989, label Provogue
- Black And White Thing, CD, 1990, label Provogue
- Peace, CD, 1990, label Provogue
- Live Positive, CD, 1991, label Provogue

## Singles
- Da Soul's Da Rebel, 12, 1992, label Provogue
- Da Soul's Da Rebel, CDS, 1992, label Provogue
- The Sound Of An Entertainer, CDS, 1992, label Provogue